# Erodium absinthoides
Erodium absinthoides är en näveväxtart. Erodium absinthoides ingår i släktet skatnävor, och familjen näveväxter.

## Underarter
Arten delas in i följande underarter:
- E. a. absinthoides
- E. a. armenum
- E. a. balcanicum
- E. a. haradjianii